# Лука Стевановић
Лука Стевановић (Београд, 18. мај 1991) је бивши српски пливач. Био је члан пливачког клуба Врачар из Београда, и један од најбржих пливача своје генерације у Србији. Такмичио се у дисциплинама 50м делфин, 50м слободно и 100м слободно.

## Каријера

### Професионална каријера
Лука Стевановић је започео своју пливачку каријеру 2004. године у Пливачком клубу „Београд“, који је одржавао тренинге на базену Ташмајдан. Ту га је тренирао прослављени српски тренер, Славко Курбановић, који је био учесник Летњих Олимпијских игара 1968. у Мексико Ситију. Током првих неколико година, Стевановић се такмичио у прсном пливању. Током периода у ком је био члан пливачког клуба „Београд“, његови резултати били су, упркос свом таленту, сасвим просечни. Главни разлог за то био је што прсно није било његова природна дисциплина. Напустио је клуб почетком 2007. године.
У априлу 2007. године Стевановић прелази у Пливачки клуб „Врачар“, који се налазио на београдској општини Врачар. То се показало као одличан потез, јер је почео да напредује великом брзином. Његов нови тренер, Никола Мирчетић, променио му је дисциплине на краул и делфин, за које се утврдило да су му природне и да је за њих веома талентован. Почео је да осваја медаље у скоро свакој трци у којој се такмичио. Најбоља година његове каријере била је 2009. Током те године Стевановић је постао јуниорски вицешампион Србије на 50м делфин, а освојио је и бронзану медаљу на 50м слободно. Поред тога, освојио је и много медаља на важним такмичењима у Србији, и у иностранству. Увек је био првак Београда у својим дисциплинама. Године 2011. због проблема са дискус хернијом био је принуђен да заврши своју пливачку каријеру.

## Мастерс пливање
Године 2017, Стевановић се враћа пливању, и почиње да се такмичи на мастерс такмичењима. У августу 2017. био је учесник Светског мастерс првенства у пливању, у Будемпешти. Био је члан штафете Србије на 4x50м слободно, која је трку завршила на 7. месту на свету.
Наредне године, 2018, такмичио се на Европском мастерс првенсту у Крању. Био је члан српске штафете на 4x50м мешовито, у којој је пливао слободним стилом. Штафета је освојила 4. место у Европи.
У новембру 2023. такмичио се на мастерс државном првенству Србије у Новом Саду, где је освојио златну медаљу у штафети 4x50m мешовито, сребрну медаљу у штафети 4x50m слободно, и бронзане медаље на 50м слободно и 50м делфин.